# Stenopyga rhodesiaca
Stenopyga rhodesiaca es una especie de mantis de la familia Mantidae.

## Distribución geográfica
Se encuentra en Zimbabue.